# Zaragoza (Philippines)
Pour les articles homonymes, voir Zaragoza.
Zaragoza est une localité de la province de Nueva Ecija, aux Philippines. En 2015, elle compte 49 387 habitants.